# Witz Éva
Witz Éva (Drégely Lászlóné) (Budapest, 1931. szeptember 4. – Budapest, 2012. október 12.) jelmeztervező, grafikus.

## Életpályája
Szülei: Witz László és Bihary Mária voltak. 1949–1954 között a Magyar Iparművészeti Főiskola jelmeztervező szakán tanult, ahol Nagyajtay Teréz, Miháltz Pál, Oláh Gusztáv és Varga Mátyás oktatta. 1954–1962 között a Jelmeztervező- és Kölcsönző Vállalat munkatársa volt. 1962–1963 között a Pannónia Filmgyárban dolgozott. 1963–1970 között a József Attila Színház jelmeztervezője volt. 1970–1997 között a Magyar Televízió munkatársa volt.

## Magánélete
1953-ban házasságot kötött Drégely Lászlóval (1932-1990).

## Színházi munkái
A Színházi Adattárban regisztrált bemutatóinak száma: 39.
| - Tarbay Ede: Játék a színházban (1963) - Gyárfás Miklós: Kényszerleszállás (1966) - Osztrovszkij: Farkasok és bárányok (1966) - Hammel: Kilenckor a hullámvasútnál (1967) - André: Lulu (1967) - Cooper: Az utolsó mohikán (1967) - Reed: Tíz nap, amely megrengette a világot (1967) - Németh László: Nagy család (1968) - Berkesi András: Thomson kapitány (1968) - Kopányi György: Neveletlen példakép (1968) - O’Neill: Egy igazi úr (1968) - Gabányi Árpád: Aba Sámuel király (1969) - Karikás Frigyes: Petri Kocka Péter (1969) - Berkes András: Közelebb az éghez (1969) - Carlo Goldoni: Két úr szolgája (1969) - Gavault-Charvay: Valami nindig közbejön... (1969) - Radoev: Rómeó, Júlia és az autóstop (1969) - Rozov: A futópályán (1969) | - Kerr: Mary, Mary (1969, 1971) - Hill-Hawkins: Canterbury mesék (1970, 1976) - Illyés Gyula: Malom a Séden (1970) - Molnár Ferenc: Harmónia (1970) - Carlo Goldoni: Szmirnai komédiások (1970) - Satrov: Merénylet (1970) - Knott: Várj, amíg sötét lesz (1970) - Károlyi Mihály: A nagy hazugság (1971) - Tabi László: Karikacsapás (1971) - Berkesi András: A tizenharmadik ügynök (1971) - Betti: Özönvíz avagy a milliomos látogatása (1971) - Kertész Ákos: Makra (1972) - Roscsin: Egy fiú meg egy lány (1972) - Lehár Ferenc: Pacsirta (1973) - Remenyik Zsigmond: 'Vén Európa' Hotel (1976) - Druce: Ami a legszentebb (1977) |

## Filmjei
| - Az életbe táncoltatott leány (1964) - Szép magyar komédia (1970) - Hahó, Öcsi! (1971) - Hahó, a tenger! (1973) - Retúr (1997) - A szalmabábuk lázadása (2001) | - Bors (1968) - Pirx kalandjai (1973) - Lyuk az életrajzon (1973) - Uraim, beszéljenek! (1974) - A bohóc felesége (1974) - Tornyot választok (1975) - A külföldiek (1975) - KapupéNz (1975) - Boldogság (1977) - Zokogó majom (1978) - Házi mulatságok (1978) - Abigél (1978) - Hívójel (1979) - Szeplős Veronika (1980) - Wiener Walzer (1980) - Hogyan csináljunk karriert? (1981) - Waterlooi csata (1982) - A 78-as körzet (1982) - Hungarian Dracula (1983) - Ők tudják mi a szerelem (1983) - Villámfénynél (1986) - Nyolc évszak (1987) - Névtelen levelek (1987) - A kitüntetés (1988) - Kölcsey (1989) - A nagy varázslat (1989) - Zenés TV Színház (1991) - Rizikó (1993) - Öregberény (1994-1995) - Helyet az ifjúságnak! (1995) |

## Díjai
- Technikai fődíj (Cannes, 1964)
- Charles Cross Akadémia fődíja (Dijon, 1965)
- a szolnoki folklórfesztivál jelmeztervező aranyérme (1966, 1968)
- a tv-filmek kanadai világfesztiváljának fődíja (1976)